# 763 Cupido
Cupido (asteroide 763) é um asteroide da cintura principal, a 1,8703391 UA. Possui uma excentricidade de 0,1655122 e um período orbital de 1 225,58 dias (3,36 anos).
Cupido tem uma velocidade orbital média de 19,89493639 km/s e uma inclinação de 4,08473º.
Este asteroide foi descoberto em 25 de Setembro de 1913 por Franz Kaiser.
Este asteroide recebeu este nome em homenagem ao deus Cupido da mitologia romana.